# Piotr VII
Piotr VII, właśc. Petros Papapetrou (ur. 3 września 1949 w Sichari, zm. 11 września 2004 na Morzu Egejskim) – prawosławny patriarcha Aleksandrii od 21 lutego 1997 do śmierci.

## Życiorys
Urodzony we wsi Sichari na Cyprze jako Petros Papapetrou. W wieku 12 lat wstąpił do klasztoru Przenajświętszej Bogurodzicy. Przyjął święcenia biskupie w 1983. Był bliskim współpracownikiem patriarchy Aleksandrii i całej Afryki Parteniusza III. Po śmierci Parteniusza w 1996, 21 lutego 1997 został wybrany jego następcą, a 9 marca objął urząd.
Zginął w wypadku wojskowego śmigłowca typu Chinook, który rozbił się u wybrzeży Grecji. Patriarcha leciał z Aten na oddaloną o 638 km górę Athos, znane w świecie centrum prawosławia. W katastrofie śmierć poniosło ponadto 16 osób, w tym brat patriarchy Piotra oraz trzej inni biskupi Kościoła Aleksandrii: metropolita Kartaginy Chryzostom, metropolita Port Saidu Ireneusz i biskup Madagaskaru Nektariusz.

### Wizyta w Polsce
W dniach 17–22 sierpnia 2001 Piotr VII gościł w Polsce. W trakcie swojej wizyty odwiedził znaczące dla Cerkwi prawosławnej w Polsce miejsca: metropolitalną katedrę św. Marii Magdaleny w Warszawie, parafię św. Jana Klimaka na Woli, parafię św. Aleksandry w Stanisławowie, Drohiczyn, Siemiatycze, Grabarkę, Hajnówkę, Bielsk Podlaski, monaster w Supraślu i Białystok. Patriarcha gościł również w Polskiej Radzie Ekumenicznej. Spotkał się także z prezydentem Aleksandrem Kwaśniewskim, premierem Jerzym Buzkiem oraz prymasem Polski kardynałem Józefem Glempem.